# Brulé
Brulé este unul dintre cele șapte subtriburi care alcătuiesc poporului amerindian Lakota Teton (Titonwan). Sunt cunoscuți în limba lakota sub denumirea de Sičháŋǧu Oyáte (în engleză „Burnt Thighs Nation”). Când au descoperit semnificația numelui lor, francezii i-au numit Brûlé („ars”).
O parte din poporul Sicangu trăiește în Rezervația indiană Rosebud⁠(d) din sud-vestul Dakotei de Sud și sunt considerați membri ai tribului Rosebud Sioux, recunoscut la nivel federal⁠(d). O mică parte din populația sa trăiește în Rezervația indiană Lower Brule⁠(d), pe malul de vest al fluviului Missouri în centrul Dakotei de Sud, și în Rezervația indiană Pine Ridge⁠(d), tot în Dakota de Sud, la vest de rezervația indiană Rosebud. Triburi sunt independente din punct de vedere politic unele de altele.

## Denumire
Termenul „Sičhą́ǧu” apare pe paginile 3-14 din lucrarea Beginning Lakhota:
| “ | „Ká Lakȟóta kį líla hą́ske. „Indianul acela (de acolo) este foarte înalt.” „Hą, he Sičhą́ǧú. „Da, acela este un [indian] Rosebud Sioux.” | ” |

Acesta pare a fi un cuvânt compus al dialectului Thítȟųwą Lakȟóta, care înseamnă „coapsă arsă”.

## Brulé Tiyošpay sau triburi
Triburile Brulé și Oglala Lakota⁠(d) alcătuiesc poporului sudic Lakota. 
A fost împărțit în trei mari grupuri tribale regionale:
- Lower Brulé (Kul Wicasa Oyate, „Popor de șes″) - au trăit de-a lungul râului White⁠(d) până la confluența cu fluviului Missouri (Mnišoše), precum și în Valea râului Missouri din Dakota de Sud; unii s-au îndreptat spre sud până la râul Niobrara⁠(d)).[3]
- Upper Brulé (Heyata Wicasa Oyate - „Popor muntean″) - au călătorit spre sud și vest de-a lungul râului Platte⁠(d), între râurile North și South Platte din Nebraska, în căutare de bizoni. Triburile Cheynne și Arapaho⁠(d) situate în acele teritorii i-au acceptat ca aliați. Călătoreau spre sud pentru a jefui taberele inamice Pawnee și Arikara, fiind cunoscuți și sub denumirea Kheyatawhichasha („People away from the (Missouri) River”)
- (Upper) Brulé de pe râul Platte (un subgrup al Upper Brulé situat în sud de-a lungul râului South Platte⁠(d) din Colorado)

## Personalități Sicangu (Brulé)
- Pappy Boyington - as al aviației în timpul celui de-al Doilea Război Mondial și soldat decorat cu Medal of Honor
- Mary Brave Bird - autor
- Leonard Crow Dog - lider spiritual, activist al Mișcării Amerindiene
- Paul Eagle Star (1866-24 august 1891) - actor în cadrul Wild West Show
- Hollow Horn Bear - căpetenie
- Iron Nation - căpetenie
- Iron Shell - căpetenie
- Little Thunder - căpetenie
- Arnold Short Bull - un cunoscut vraci Sicangu; a popularizat mișcarea religioasă Dansul spiritelor⁠(d) în triburile Lakota în Dakota de Sud în 1890
- Lone Feather - primul reprezentant Lakota ales în Camera Reprezentanților SUA
- Michael Spears - actor
- Eddie Spears - actor
- Spotted Tail sau „Sinte Gleska” - căpetenie din secolul al XIX-lea [4]
- Moses Stranger Horse - artist
- Two Strike⁠(d) - căpetenie
- Albert White Hat - profesor de limba lakota
- Dyani White Hawk - pictor contemporan și fost curator al galeriei All My Relations Arts⁠(d)
- Rosebud Yellow Robe - folclorist, educator și autor
- Frank Waln - rapper